# Độc tham
Độc tham (zh. 獨參, ja. dokusan) là dụng ngữ Thiền, chỉ cuộc gặp riêng của người tham thiền với vị thầy trong thất của ông ta. Độc tham là một trong những yếu tố tối trọng trong việc tu thiền; nó tạo điều kiện để thiền sinh có thể trình bày những vấn đề liên hệ đến việc tu tập, để có thể trình bày sở đắc và trắc nghiệm mức độ thông đạt đạo của mình.
Nhiều Công án với nội dung là một cuộc vấn đáp phản ánh phương pháp độc tham thời xưa. Truyền thống độc tham bắt nguồn từ buổi "truyền tâm bí mật nằm ngoài giáo pháp" cho Ma-ha-ca-diếp (sa. mahākāśyapa) của Phật Thích-ca trên đỉnh Linh Thứu (Niêm hoa vi tiếu), được lưu truyền trong "Phật tâm tông" – một tên khác của Thiền tông – cho đến ngày nay. Trước đây thì độc tham được ứng dụng trong tất cả những hệ phái của Thiền tông nhưng trong thời nay, phương pháp này hầu như không còn tồn tại trong tông Tào Động (ja. sōtō-shū) tại Nhật mà chỉ được thực hành trong tông Lâm Tế (ja. rinzai-shū).
Vì nhiều lý do mà buổi độc tham phải được giữ bí mật: 
1. Buổi này đòi hỏi một tâm trạng cởi mở và thành thật tuyệt đối của thiền sinh trước mặt một vị Lão sư (ja. rōshi) – một điều kiện khó thực hiện được trước mặt nhiều người khác;
2. Trong buổi này, thiền sinh trình bày mức độ ngộ nhập công án đang được tham quán. Nếu thiền sinh khác nghe được câu "giải đáp" này thì nó có thể là một chướng ngại cho họ trên đường tìm câu trả lời của chính mình;
3. Một buổi dạy riêng của vị thầy lúc nào cũng được thực hiện theo quy tắc "tuỳ cơ ứng biến" và vì thế lúc nào cũng thích hợp cho chính thiền sinh đang độc tham. Vị thầy có thể phản ứng khác biệt đối với những câu trả lời giống nhau của các thiền sinh – một yếu tố có thể làm các thiền sinh sơ cơ tán loạn.

Trong một hệ thống truyền thừa chính phái thì chỉ có người nào đã được ấn khả, đã được chính thức công nhận là Pháp tự (ja. hassu) mới được chủ trì buổi độc tham.